# Philip Henry Sheridan
Philip Henry Sheridan (6. ožujka 1831. – 5. kolovoza 1888.) bio je časnik vojske Sjedinjenih Američkih Država te general Unije tijekom američkog građanskog rata. Njegova karijera je poznata po brzom napredovanju u čin general-bojnika i njegovu povezanost s generalom Ulyssesom S. Grantom, koji je premjestio Sheridana iz zapovjedništva pješačke divizije na zapadnom bojištu da bi predvodio konjicu korpusa Vojske Potomaca na istočnom bojištu. 1864. je porazio konfederalne snage u dolini Shenandoah i uništio gospodarsku infrastrukturu doline, te time bio jedan od prvih koji su u ratu koristili taktiku spaljene zemlje. Godine 1865. njegova je konjica sudjelovala u potjeri za generalom Robertom E. Leejem i bila je ključna u njegovom prisiljavanju na predaju kod Appomattoxa. 1883. Sheridan je imenovan vrhovnim zapovjednikom američke vojske, a 1888. promaknut je u čin generala armije tijekom mandata predsjednika Grovera Clevelanda.